# Лозина (Польща)
Лозина (пол. Łozina) — село в Польщі, у гміні Длуґоленка Вроцлавського повіту Нижньосілезького воєводства.
Населення — 577 осіб (2011).
У 1975-1998 роках село належало до Вроцлавського воєводства.

## Демографія
Демографічна структура станом на 31 березня 2011 року:
|          | Загалом | Допрацездатний вік | Працездатний вік | Постпрацездатний вік |
| -------- | ------- | ------------------ | ---------------- | -------------------- |
| Чоловіки | 283     | 64                 | 200              | 19                   |
| Жінки    | 294     | 59                 | 187              | 48                   |
| Разом    | 577     | 123                | 387              | 67                   |